# Caesarea ac Regia Scientiarum et Litterarum Academia Bruxellis
Der Artikel Caesarea ac Regia Scientiarum et Litterarum Academia Bruxellis behandelt die Geschichte der beiden heutigen königlich-belgischen Akademien der Wissenschaften, nämlich der Académie royale des Sciences, des Lettres et des Beaux-Arts de Belgique und der Koninklijke Vlaamse Academie van België voor Wetenschappen en Kunsten sowie der von diesen Akademien getragenen Dachorganisation The Royal Academies for Science and the Arts of Belgium.
Sie gehen zurück auf eine 1769 gegründete Literarische Gesellschaft, die 1772 mit Patent der Kaiserin Maria Theresia zur Akademie Caesarea ac Regia Scientiarum et Litterarum Academia Bruxellis erhoben wurde. In der damaligen Amtssprache Französisch entstand auch die immer noch vorhandene Bezeichnung La Thérésienne.